# Copris saundersi
Copris saundersi là một loài bọ cánh cứng trong họ Bọ hung (Scarabaeidae).